# Savoia-Marchetti S.M.82
Savoia-Marchetti S.M.82 – един от най-старите самолети, бил в експлоатация в периода 1938-1960. Savoia-Marchetti е въздухоплавателно средство, разработено за пътнически самолет, но впоследствие е разработен и използван и като бомбардировач. През 1939 г., на Savoia-Marchetti получава световен рекорд, изминавайки 10 000 км при средна скорост 236.97 км/ч.

## На въоръжение
- Кралство Италия
  - Кралски аерофлот
- Нацистка Германия
  - Луфтвафе
- Република Сало
  - Републикански съюз по въздухоплаване
- Италия
  - ВВС на Италианската република
- Суверенен Малтийски орден
  - Военновъздушни сили на Суверенния Малтийски орден